# Tertium Comparationis
Tertium Comparationis ist ein lateinischer Begriff der Rhetorik und bedeutet wörtlich „das Dritte des Vergleiches“. Damit wird bezeichnet
1. die Gemeinsamkeit zweier verschiedener, miteinander zu vergleichender Gegenstände oder Sachverhalte in Metaphern und bei der Metonymie,
2. in der Logik ein drittes Glied eines Vergleichs; einen dritten Begriff, in dessen Umfang die anderen beiden Begriffe eingehen.

Beispiel: Die beiden Begriffe Nordpol und Südpol gehen in den Umfang des Begriffes Pol ein. Sprachwissenschaftlich handelt es sich bei diesem Beispiel um eine Hyperonymiebeziehung.
Ein Vergleich setzt voraus, dass zwei Gegenstände zumindest eine Eigenschaft gemeinsam haben. Die gemeinsame Eigenschaft, auf der das Vergleichen beruht, wird als Tertium Comparationis bezeichnet.
Die am häufigsten gebrauchten Anwendungen sind Metaphern und Vergleiche, besonders, aber nicht ausschließlich, in der Lyrik. Meist wird ein Aspekt des Vergleiches eher impliziert anstatt explizit erwähnt.
- Beispielsweise nennen Karl Marx und Friedrich Engels in Die deutsche Ideologie das Geld „das stehende tertium comparationis aller Menschen und Dinge“ (das heißt, Menschen und Dinge sind stets anhand ihres Geldwerts vergleichbar).

- Ein einfacheres Beispiel: „Ein Kind wie ein Wirbelwind“. Das Tertium Comparationis ist „ungestüm“.

Grundlage der Technik und Naturwissenschaften sind Vergleiche auf Basis von quantitativ bestimmbaren Eigenschaften, diese bezeichnet man als physikalische Größen.
Im deutschen Verfassungsrecht spielt das Tertium Comparationis bei der Beachtung des Gleichheitssatzes gemäß Artikel 3 I GG eine tragende Rolle.